# 摩爾門大隊
摩门教大隊（Mormon Battalion）是在美墨戰爭1846-1848年創建的一支美國軍隊，其成員幾乎都是耶穌基督後期聖徒教會（摩門教）的信徒。摩門大隊是美國軍事史上唯一的一支宗教性軍事部隊。該大隊並未參加軍事衝突，主要工作是鋪設道路和修建要塞。大隊的人數約有500多人。一些摩爾門大隊的退伍軍人後來在加州發現金礦，成為加州淘金潮之始。